# Хейверхилл (Флорида)
Хейверхилл (англ. Haverhill) — муниципалитет, расположенный в округе Палм-Бич (штат Флорида, США) с населением в 1454 человека по статистическим данным переписи 2000 года.

## География
По данным Бюро переписи населения США муниципалитет Хейверхилл имеет общую площадь в 1,55 квадратных километров, водных ресурсов в черте населённого пункта не имеется.
Муниципалитет Хейверхилл расположен на высоте 5 м над уровнем моря.

## Демография
По данным переписи населения 2000 года в Хейверхиллe проживало 1454 человека, 392 семьи, насчитывалось 537 домашних хозяйств и 548 жилых домов. Средняя плотность населения составляла около 938,06 человека на один квадратный километр. Расовый состав населённого пункта распределился следующим образом: 78,95 % белых, 12,38 % — чёрных или афроамериканцев, 0,21 % — коренных американцев, 1,24 % — азиатов, 0,21 % — выходцев с тихоокеанских островов, 2,34 % — представителей смешанных рас, 4,68 % — других народностей. Испаноговорящие составили 20,70 % от всех жителей.
Из 537 домашних хозяйств в 38,2 % воспитывали детей в возрасте до 18 лет, 56,1 % представляли собой совместно проживающие супружеские пары, в 11,5 % семей женщины проживали без мужей, 27,0 % не имели семей. 19,6 % от общего числа семей на момент переписи жили самостоятельно, при этом 4,3 % составили одинокие пожилые люди в возрасте 65 лет и старше. Средний размер домашнего хозяйства составил 2,71 человек, а средний размер семьи — 3,12 человек.
Население муниципалитета по возрастному диапазону по данным переписи 2000 года распределилось следующим образом: 26,3 % — жители младше 18 лет, 6,7 % — между 18 и 24 годами, 32,1 % — от 25 до 44 лет, 24,8 % — от 45 до 64 лет и 10,2 % — в возрасте 65 лет и старше. Средний возраст жителей составил 37 лет. На каждые 100 женщин в Хейверхиллe приходилось 101,4 мужчин, при этом на каждые сто женщин 18 лет и старше приходилось 99,3 мужчин также старше 18 лет.
Средний доход на одно домашнее хозяйство составил 50 652 доллара США, а средний доход на одну семью — 53 167 долларов. При этом мужчины имели средний доход в 31 100 долларов США в год против 28 375 долларов среднегодового дохода у женщин. Доход на душу населения составил 50 652 доллара в год. 6,3 % от всего числа семей в населённом пункте и 8,3 % от всей численности населения находилось на момент переписи населения за чертой бедности, при этом 8,9 % из них были моложе 18 лет и 7,0 % — в возрасте 65 лет и старше.